# Rectoprotomarssonella
Rectoprotomarssonella es un género de foraminífero bentónico de la familia Prolixoplectidae, de la superfamilia Verneuilinoidea, del suborden Verneuilinina y del orden Lituolida. Su especie tipo es Marssonella rugosa. Su rango cronoestratigráfico abarca el Campaniense (Cretácico superior).

## Discusión
Clasificaciones previas incluían Rectoprotomarssonella en el suborden Textulariina del orden Textulariida, o en el orden Lituolida sin diferenciar el suborden Verneuilinina.

## Clasificación
Rectoprotomarssonella incluye a la siguiente especie:
- Rectoprotomarssonella rugosa